# Triazan
Triazan , také nazývaný aminohydrazin je anorganická sloučenina se vzorcem NH2NHNH2, zapisovaným rovněž jako N3H5. Triazan je třetí nejjednodušší azan po amoniaku a hydrazinu. Lzte jej vyrobit z hydrazinu, ovšem je nestabilní a nemůže být izolován v čisté podobě, pouze ve formě solí jako je triazanium sulfát. Pokusy převést triazaniové soli na volnou zásadu měly za následek pouze vznik diazenu a amoniaku. Triazan byl poprvé připraven jako ligand v komplexním iontu stříbra.

## Sloučeniny obsahující triazanovou kostru
Je známo několik sloučenin obsahujících triazan jako základ molekuly, například 1-methyl-1-nitrosohydrazin, jenž se vyrábí reakcí bez použití rozpouštědel z methylhydrazinu a alkylnitritu:
CH3NHNH2 + RNO2 → CN3H5O + RHO
1-methyl-1-nitrosohydrazin je bezbartvá kapalina oproti trinitrotoluenu citlivější na náraz, ale méně citlivá na tření; taje při 45 °C a rozkládá se při 121 °C.